# Mecardonia procumbens
Espèce
Synonymes
- Bacopa chamaedryoides (Kunth) Wettst.[1]
- Bacopa dianthera (Sw.) Descole & Borsini[1]
- Bacopa peduncularis (Benth.) Standl.[1]
- Bacopa tenuis (Small) Standl.[1]
- Erinus procumbens Mill.[1]
- Herpestis caprarioides Kunth[1]
- Herpestis montevidensis Spreng.[1]
- Herpestis peduncularis Benth.[1]
- Herpestis vandellioides Kunth[1]
- Lindernia dianthera Sw.[1]
- Mecardonia dianthera (Sw.) Pennell[1]
- Mecardonia dianthera Pennell[2]
- Mecardonia montevidensis (Spreng.) Pennell[1]
- Mecardonia ovata Ruiz & Pav.[1]
- Mecardonia peduncularis (Benth.) Small[1] [2]
- Mecardonia tenuis Small[1] [2]
- Mecardonia viridis Small[1]
- Microcarpaea americana Spreng.[1]
- Moniera chamaedryoides var. peduncularis (Benth.) C.Mohr[1]
- Moniera dianthera (Sw.) Millsp.[1]
- Monniera chamaedryoides var. peduncularis (Benth.) Mohr[1]
- Monniera montevidensis (Spreng.) Kuntze[1]
- Monniera procumbens (Mill.) Kuntze[1]
- Pagesia dianthera (Sw.) Pennell[1]
- Pagesia peduncularis (Benth.) Pennell[1]
- Pagesia vandellioides (Spreng.) Pennell[1]

Mecardonia procumbens est une plante ornementale de la famille des Plantaginaceae.

## Liste des variétés
Selon Tropicos (1 août 2020) (Attention liste brute contenant possiblement des synonymes) :
- Mecardonia procumbens var. caespitosa (Cham.) V.C. Souza
- Mecardonia procumbens var. flagellaris (Cham. & Schltdl.) V.C. Souza
- Mecardonia procumbens var. herniarioides (Cham.) V.C. Souza
- Mecardonia procumbens var. procumbens
- Mecardonia procumbens var. tenella (Cham. & Schltdl.) V.C. Souza